# توماس کانتلینن
توماس کانتلینن (فنلاندی: Tuomas Kantelinen؛ زادهٔ ۲۲ سپتامبر ۱۹۶۹) موسیقی‌دان و آهنگساز اهل فنلاند است.

## گزیدهٔ فیلم‌شناسی
- افسانه هرکول (۲۰۱۴)
- مغول (۲۰۰۷)
- سال گرگ (۲۰۰۷)
- ماتی: جهنم برای قهرمانان (۲۰۰۶)
- شکارچیان ذهن (۲۰۰۴)
- پسران بد (۲۰۰۳)
- بدون دخترم (۲۰۰۲)
- رولو و روح جنگل (۲۰۰۱)
- کمین (۱۹۹۹)